# Kradetzat na praskovi
Kradetzat na praskovi è un film del 1964 diretto da Vulo Radev.